# マーシャ・P・ジョンソン
マーシャ・P・ジョンソン（Marsha P. Johnson、 1945年8月24日 - 1992年7月6日）は、アメリカのトランスジェンダー活動家、ゲイ解放運動家、ドラァグクイーン、セックスワーカー。
1960年代にアメリカで活発となったLGBTQの権利獲得運動の活動家として知られ、特に1969年のストーンウォールの反乱において重要な役割を担った。ゲイ解放戦線の創設メンバーで、友人であるシルビア・リベラと共にトランスヴェスタイト支持団体であるS.T.A.R. (Street Transvestite Action Revolutionaries) の共同創設者でもある。ニューヨークのLGBTQコミュニティ、アートコミュニティにおいては有名人であり、アンディ・ウォーホルのモデルや、パフォーマンス集団 Hot Peachesでのドラァグ・パフォーマーとして活躍した。当時、カウンターカルチャーの中心地だったニューヨークのグリニッジ・ヴィレッジで主に活動し、「クリストファー通りの市長」や「ドラァグの母」とも呼ばれた。1987年から1992年にかけてはAIDS撲滅活動を目指すACT UPのメンバーとしてHIV/AIDS運動家としても活動した。

## 生い立ち
1945年、ニュージャージー州でマーシャはマルコム・マイケルズ Jr. (Malcolm Michaels Jr.) として、ゼネラルモーターズのライン工として働いていた父と専業主婦の母の元、7人兄妹の一人として生まれる。幼少期からアフリカン・メソジスト監督教会に通い、カトリシズムに興味を持っていたマーシャは、実家を離れてからも家に祭壇があるほど信心深い生涯を過ごした。
5歳になる頃から女性用のドレスを着始めるが、近所の子供に揶揄われたことで、一時は着なくなった。後のインタビューでマーシャは、当時13歳の青年から性的暴行を受けたことを告白している。幼少期はゲイであることに現実味を感じられず、男性を好きになる事は「ある種の夢のよう」だと感じていたと言い、17歳になりニューヨークへ引っ越すまではアセクシャルとして過ごした。宗教的であった家族は性的マイノリティに対する理解は薄く、マーシャの母は幾度と同性愛者であることは犬以下だとマーシャに言った。高校を卒業と共にニューヨークへ向かう為、服を詰めたカバンと15ドルを持って家を出る。1966年にはグリニッジ・ヴィレッジに引っ越し、ウェイトレスとして生計を立てた。ニューヨークで様々なゲイに出会ったことにより、ゲイである事に現実味を感じ、カミングアウトする。

## アイデンティティ
初めはブラック・マーシャ (Black Marsha) と名乗ったが、後にマーシャ・P・ジョンソンと名乗ってドラァグ・ショーに出る様になる。名前にある「ジョンソン」はマンハッタンのマーシャが好んだレストランの名前から取った。「P」は"pay it no mind" (気にする必要ないさ）を意味するといい、頻繁に自身の性別を聞かれる事に皮肉を持ってそう答えたという。裁判官に"pay it no mind"と伝えた事もあったといい、その際は面白がられて釈放された。
マーシャは自身のアイデンティティについて、「ゲイ」や「クイーン」、「トランスヴェスタイト」などと場合によって使い分けた。自身の事をトランスジェンダーと称した記録はなったが、自身の希望の代名詞としては女性代名詞 (she/her) を使った。ジェンダーと性研究を専門とするアリゾナ大教授スーザン・ストライカーによると、マーシャのジェンダーを現代の用語で最も正確に表すのはジェンダー・ノンコンフォーミングだと語った。そもそもトランスジェンダーという用語は彼女の生前はまだ広く使われてはいなかった事や、英語圏においてゲイは広義で様々な性的マイノリティを指す事から、今ではマーシャはトランス女性として認識されている。

## パフォーマーとして
自身のドラァグ・パフォーマンスのスタイルについて、マーシャは「真剣なもの」ではないと語った。当時、ハイ・ドラァグやショー・ドラァグと呼ばれるドラァグクィーンによるパフォーマンスは、クイーンが豪勢で煌びやかな装飾を身に纏う事が多く、マーシャにはその様な高級な服を買う余裕がなかった。マーシャはマンハッタンの花市場にある机の下で夜を明かし、その日の残りの生花を貰い頭飾りとしていた事が多かった。背が高く、細身で、花柄のドレスや光沢のあるドレス、明るい色のウィッグと真っ赤なプラスチック製のハイヒールを好んで身にまとったマーシャは街では目立つ存在であった。ゲイ文学作家のエドマンド・ホワイトによるとマーシャは男性性と女性性の狭間を表す格好を好んでしたという。
中にはマーシャが煌びやかなハイ・ドラァグ・ショーをしている資料も存在するが、マーシャのパフォーマンスの多くは政治性や喜劇性のある小劇団の一員としてだった。マーシャが歌やパフォーマンスで参加した団体で特に有名なものとして、1972年から1990年代までメンバーとして活動したHot Peaches、またサンフランシスコ出身の The Cockettes主催の劇団 The Angels of Lightなどがある。1973年には The Angels of Lightのコホーテク彗星についての演劇でジプシー・クイーンの役を演じた。1975年にはアンディ・ウォーホルの「レディース＆ジェントルメン」シリーズのモデルとなる。1990年には Hot Peachesと共にロンドン公演を果たした。

## 活動家として

### ストーンウォールの反乱
グリニッジ・ヴィレッジにあった「ストーンウォール・イン」は、当初は男性以外の入店を拒否していた為、マーシャは出入るするようになる最初のドラァグ・クイーンの一人だった。1969年6月28日の早朝、ストーンウォールの反乱は起る。二夜続けて警察との激しい争いが起き、それをきっかけに毎日のようにデモンストレーションやマーチが行われた。それまではハラスメントを恐れて表立つことが少なかった同性愛者らのコミュニティがアメリカ全土に広くその存在を知らしめ、ゲイ解放運動の先駆けとなった。
ストーンウォールの反乱の参加者達のインタビューをまとめたデビッド・カーターの著書では、複数の証言者がジャッキー・ホルモナとザズ・ノヴァ、マーシャの３人が最前線で警察隊と戦ったと語っている。マーシャが一晩目にストーンウォールに到着した時には暴動はすでに始まっており、警察官が点けた火が建物から出ていたという。
一晩目のエピソードとして、マーシャが燃え盛るバーの鏡に向かってショットグラスを投げつけ、「私にも人権がある」と叫んだという逸話が残っている。ゲイ・アクティビスト同盟のメンバーは数日後のミーティングで「あのショットグラスの音は世界に響いた」と語ったという。しかし、その目撃者であるゲイ活動家達は、それがマーシャであることを取材などで明言することを避けてきた。カーターは前述の著書で、トランスジェンダーで派手な格好をしたマーシャに注目がいく事で、ストーンウォールの反乱とそれに追随したゲイ解放運動が世間に色物として見られる事を嫌がったのではないかとしている。ショットグラスの逸話を含めて、ストーンウォールの逸話は矛盾も多く、定かではない事が多い。しかし、二日目の反乱においては、多くの人が電柱に登ったマーシャがレンガの入ったカバンをパトカーに落としてフロントガラスを砕いたのを目撃している。
当時からLGBTコミュニティに対する差別や暴力は多く、それに対応しようとしない警察との間には常に確執があった。また、LGBTやセックスワーカーに対する警察官による暴力やハラスメントも日常的に横行していた。ザズ・ノヴァ、シルビア・リベラ、ミス・メジャー・グリフィン・グレイシー、マーシャなどストーンウォールの反乱で重要な役割を果たした多くが有色人種のトランス女性やセックスワーカーであったが、その後のゲイ解放運動では世間に受け入れられにくい存在として排除され、白人同性愛者達が中心となって進められる事となった。

### その後の社会運動

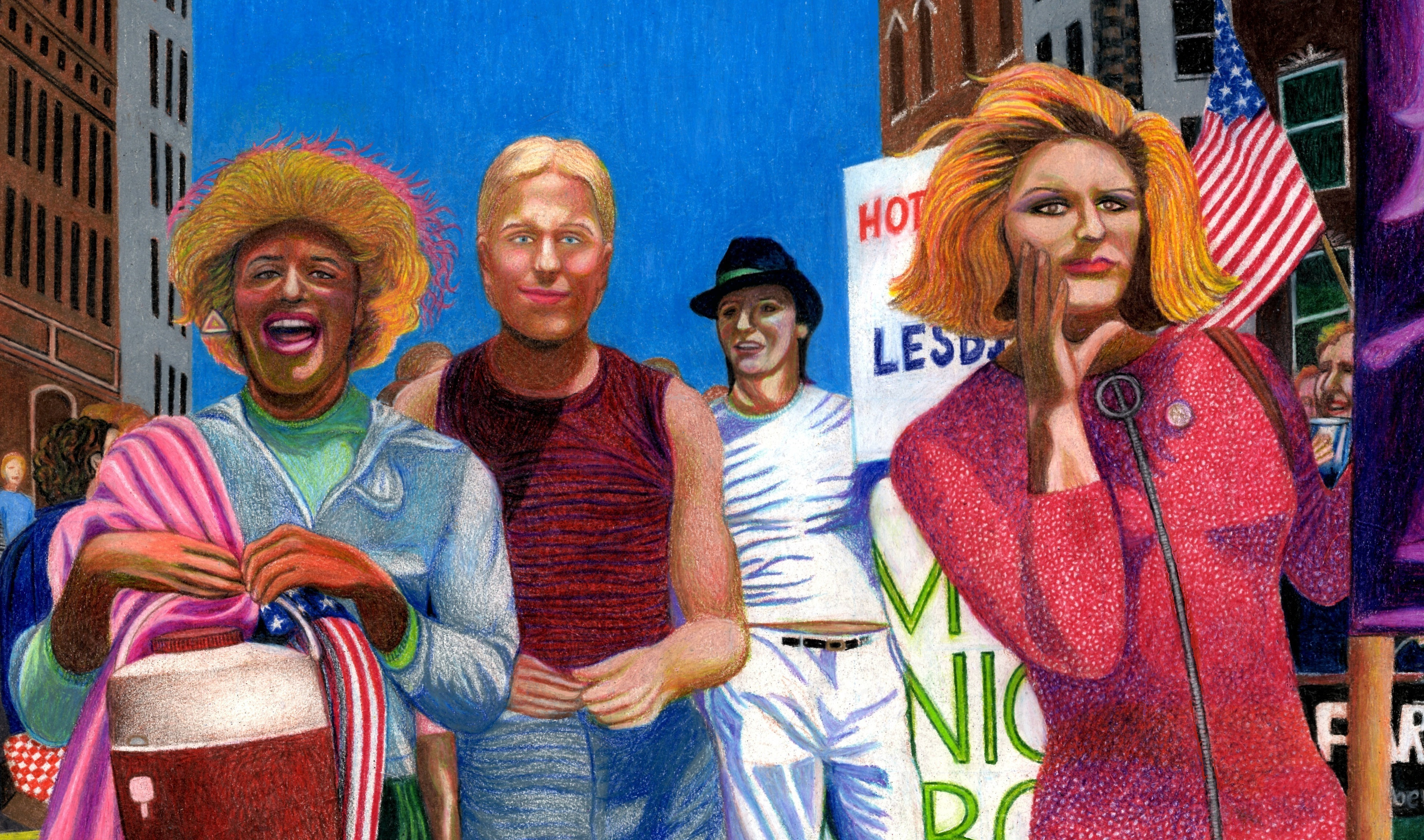
1973年のゲイプライドを歩くマーシャ・P・ジョンソン、ジョセフ・ラタンスキ、シルビア・リベラ。絵：ゲイリー・ルゴート

ストーンウォールの反乱により、性的マイノリティの権利獲得運動は加速していく。マーシャは新しく設立されたゲイ解放戦線の創設メンバーとなり、一周年記念となる1970年6月には「第一回クリストファー通り解放プライド・ラリー」に参加する。これは以降、世界中で開催されるようになったプライド・パレードの先駆けである。1980年8月にはニューヨーク大学当局がゲイ団体共催のイベントを急遽中止したことを受けて、ゲイ解放戦線のメンバーとワインスタイン・ホールで座り込みを行う。
ゲイ解放戦線がトランスジェンダーやセックスワーカーに対して関心が薄かった事から、友人のシルビア・リベラと新たにStreet Transvestite Action Revolutionaries (S.T.A.R.) を設立する。積極的な活動から、マーシャとシルビアはゲイ解放運動のマーチや政治活動で目立つ存在となりつつあった。しかし1973年、マーシャとシルビアはゲイ・プライド・パレードに参加するのを拒否される。パレードを企画していたゲイとレズビアンによる委員会によると、世間の評判が悪い「ドラァグクイーンの参加を認めない」方針に決めたという。しかし、マーシャとシルビアはそれを無視してパレードの先頭を歩く。
同じ頃、街娼の疑いで警察官に尋問されたマーシャは、逮捕しようとする警察をレンガの入ったハンドバッグで殴りつける。この事件で裁判官になぜ街娼をしていたのか聞かれ「死んだ旦那の墓石を建てるお金を工面する為」と答えた。裁判官に続けて、その「旦那」はどうしたのかと聞かれ、「豚（警察）どもに殺された」と答えた。警察官に対する暴行の疑いで90日の禁固が言い渡されたが、最終的に弁護士は精神科病院への入院へ減刑することに成功した。
リベラとともに、ゲイやトランスジェンダー、またセックスワーカーの少年、少女を受け入れるシェルター「STARハウス」を設立する。設立資金や家賃などは自らセックスワーカーとして働いて当てていた。ニューヨークには家出や勘当によって身寄りがない性的少数者の若者が、都会を目指して集まってきていた。その中には金銭的な理由からセックスワーカーとして働く者も多かった。ラテン系およびアフリカ系アメリカ人のLGBT文化では「与えられた家族」から拒否された若者を「自ら選んだ家族」が受け入れる伝統が昔からあり、STARハウスでマーシャは「ドラァグ・マザー」として知られた。パフォーマーであるかは重要ではなかったが、多くの若いドラァグ・クイーンがSTARハウスを頼った。マーシャはSTARハウスの外でも若いドラァグクイーンたちやストリートチルドレンの為に食料や衣服を提供し、精神的なサポートと、新たな家族を提供した。このようなトランスジェンダーの若者を受け入れたSTARハウスは、その後80年代のヴォーギングとボール・カルチャーのハウスの先駆けとなった。
1980年代になると、マーシャはACT UPと協力して、熱心にHIV/AIDS活動家としても活躍した。

## 謎の死
ニューヨークに出てきた当初、マーシャは路上で暮らし、サバイバル・セックスで金銭を得ていた。セックスワークに関連して、警察に逮捕される事は百回を超えたという。寛大で明るい性格は「聖人のよう」と例えられたが、多くのトランスジェンダーやセックスワーカーがそうであるように、長年様々な暴力に晒され、精神病とも戦ってもいた。時おり攻撃的な側面を見せることもあったといい、1980年から1992年まで同居したランディ・ウィッカーは、晩年のマーシャは弱っていたと証言している。
1992年、プライド・パレードが行われた数日後に、マーシャの水死体がハドソン川で発見された。警察は当初、自殺としてみていたが、友人や家族はマーシャに自殺願望はなかったと何度も証言した。また、発見された際、後頭部に大きな傷があった。マーシャに自殺未遂を助けられた事もある友人のシルビア・リベラは、「ヨルダン川（ハドソン川の別称）を渡る時が来たら、二人で渡る」との約束をしていたといい、自殺は考えられないと訴えた。マーシャを知る人の多くは、マーシャは精神病とは戦ってはいたものの、自殺をするとは思えないと口を揃えた。
警察の捜査を信頼していなかった友人らは、マーシャを知るセックスワーカーなどに独自で聞き取りを行った。マーシャが数人のチンピラに絡まれていたという目撃証言も複数あり、逃げるために川へ飛び込んだ可能性も考えられた。ランディ・ウィッカーによると、7月4日には近隣に住む男との喧嘩に巻き込まれ、差別的な言葉を浴びせられていたと証言があった。その男はその後「マーシャというドラァグ・クイーンを殺した」と飲み屋で吹聴していたという。このような目撃証言は警察の調査には記録されていなかった。警察は黒人の「ゲイ」が殺された事件には興味を持たず、マーシャの事件も詳しく調査をしなかったという主張も多い。当時の警察の調査では自殺と断定された。
近所の教会で友人達により葬儀は行われ、ハドソン川に散灰された。散灰の間、7番街が閉鎖されることを警察は許可した。
後にニューヨーク州議会上院議員となるトム・ドゥアンは、当時、市議会議員としてマーシャを自殺と断定するには不自然な点が多いとして、再調査を求めた活動をしていた。2012年11月にはマーシャの事件を調査していた活動家の働き掛けによって、ニューヨーク市警察は殺人の可能性を含めて再調査を決め、マーシャの死を自殺から未解決に変更した。2016年にはビクトリア・クルーズによる調査で、新たに目撃証言が開示された。その中には、プライド・パレードからマフィアの繋がりをなくそうと活動していたランディ・ウィッカーに対して、マーシャの死を引き合いにマフィアからの脅迫があった事なども明らかになった。新たな証言が明らかになった調査は2017年のドキュメンタリー映画「マーシャ・P・ジョンソンの生と死」に記録されている。

## マーシャの功績とトリビュート
マーシャの死後、国際的にLGBTの権利が認識され始めたことで、マーシャの功績やストーンウォールの反乱に関わった活動家を再評価する動きがある。
2012年のドキュメンタリー映画 "Pay It No Mind – The Life and Times of Marsha P. Johnson"では、1992年に撮影されたマーシャのインタビューや、グリニッジ・ヴィレッジのマーシャの友人たちのインタビューが含められた。
ストーンウォールの反乱をテーマにした映画、「ストーンウォール」ではシス男性俳優、Otoja Abitがマーシャ役を演じた。白人ゲイ男性が映画の主役で、史実と異なり白人ゲイ男性が反乱を先導するという歴史修正的な描写や、トランスジェンダー女優でなく、シスジェンダー俳優がマーシャを演じた事などで、映画は批判を浴びた。
同じく、ストーンウォールの反乱をテーマにした「Happy Birthday マーシャ！」ではトランス女性でもある女優Mya Taylorがマーシャ役を演じた
2017年のドキュメンタリー映画「マーシャ・P・ジョンソンの生と死」では自身もトランス女性である活動家ビクトリア・クルーズがマーシャの事件を調査している 。2017年にNetflixによってライセンスが取得され、独占配信が決まった。
ニューヨーク出身のミュージシャンANOHNIは複数のトリビュートをマーシャに送っている。彼女がボーカルを務めるバンド、アントニー・アンド・ザ・ジョンソンズの名前はトランスジェンダーである自身の出生名（アントニー）とマーシャの名前からきている。1995年にはトリビュート演劇「The Ascension of Marsha P. Johnson」を発表した。
アメリカのドラァグ・クイーンでタレントのル・ポールはマーシャを自身のインスピレーションだとして、「彼女こそがドラァグの母だ」と説明した。リアリティ番組「ル・ポールのドラァグ・レース」では、コンテストに参加したドラァグ・クイーンたちに「マーシャがあなた達のための道を作った」と語った。
2018年には、New York Timesに21年遅れでマーシャの追悼記事が記載された。
2019年には、ストーンウォールの反乱50周年を記念して、テキサス州ダラスにLGBTの権利のパイオニアとしてマーシャとシルビア・リベラの大きな壁画が作成された。トランスジェンダー・プライド・フラッグの前に二人が描かれた壁画はトランスジェンダーコミュニティを讃える世界最大の物だとされている。
2019年5月30日には、マーシャとシルビア・リベラを讃えるモニュメントがグリニッジ・ヴィレッジのストーンウォール・インの近くに設置されることが発表された。2021年ごろの完成が予定されている。完成されれば、トランスジェンダーの活動家が称えられたモニュメントとして世界初となる。
2019年5月31日、自身もクィアであるストリート・アーティストHomo RiotとSurianiによるマーシャの壁画がニューヨークの２番街とヒューストン通りの交差点に描かれた。
2019年6月には、マーシャはストーンウォール・インにおけるモニュメントの50人のLGBTのパイオニア、ヒーローに選ばれた。これはLGBTの権利活動と歴史に関連したアメリカ初の国定文化遺産である 。
2020年2月1日に、ニューヨーク知事アンドリュー・クオモはブルックリンのイースト・リバー・パークをマーシャの功績を称えて「マーシャ P. ジョンソン州立公園」と改名することを発表した。LGBTの偉人の名を冠した州立公園はこれが初めてである。